# Дзибальдоне
Д(з)ибальдоне (итал. Zibaldone) — итальянское жаргонное слово для «общей тетради», которая является средним между обычной тетрадью и книжкой в переплете. Это слово дословно в переводе с итальянского языка означает: «куча вещей» или «альманах». Впервые такие книги появляются в обиходе венецианских купцов в XIV веке, приняв форму небольшого или среднего формата тетрадей или книжек. В такую книгу владелец записывал различные полезные сведения, афоризмы, цитаты из книг, рецепты. Это не был дневник, так как в нем не выдерживалась временная хронология.
Также название сборников, как правило рукописных, содержавших образцы текстов из репертуара актёров итальянского театра Комедии дель арте. Сборники содержали остроты, монологи, шутки и др. . 
То же название носит дневник размышлений Джакомо Леопарди (Zibaldone ди pensieri), впервые опубликованный в 1900 году и собравший разрозненные заметки поэта за 1817—1829 годы. Кроме того, в Германии издается журнал Zibaldone, посвящённый итальянской культуре.